# Franz Sensfuß
Franz Heinrich Otto Sensfuß (21 juin 1891 à Trunz (de), arrondissement d'Elbing - 11 mars 1976) est un général allemand pendant la Seconde Guerre mondiale. Il reçoit la croix de chevalier de la croix de fer en 1944. 

## Biographie
Franz Sensfuß est le fils du pasteur local et inspecteur d'école Franz Heinrich Sensfuß et de son épouse Johanna Charlotte, née Hein. Après avoir passé son baccalauréat au Collège Fridericianum de Königsberg, il s'engage le 28 septembre 1910 dans l'armée prussienne en tant que porte-drapeau. Il est affecté à la 3e compagnie du 18e bataillon du génie à Königsberg. C'est au sein de cette unité qu'il prête serment le 12 octobre 1910. Le 20 décembre 1910, il est promu caporal-chef. Le 3 mars 1911, il est promu au grade de sergent-major. Le 23 mai 1911, il est promu enseigne de vaisseau.  Après avoir l'école de guerre, il est promu lieutenant le 27 janvier 1912. En tant que tel, il continue à servir comme officier de compagnie dans la 3e compagnie du 18e bataillon du génie à Königsberg.

## Décorations
- Croix de fer (1914) 2e classe (18 septembre 1914) et 1re classe (20 novembre 1914) [1]
- Fermoir à la croix de fer (1939) 2e classe (1er octobre 1939) et 1re classe (22 avril 1941)
- Croix de chevalier de la croix de fer avec feuilles de chêne
  - Croix de chevalier le 22 août 1944 en tant que Generalleutnant et commandant de la 212e division d'infanterie[2]

Vers la fin de la guerre, Sensfuß est nommé pour les feuilles de chêne; la nomination est reçue par le Heerespersonalamt (HPA - Army Staff Office) de la troupe le 14 mars 1945. Le major Joachim Domaschk (pt) demande par téléscripteur l'avis consultatif du commandant en chef de l'AOK 1 et du groupe d'armées B. La 212e Volksgrenadier Division est encerclée par les forces américaines dans les environs de Baumholder et entre en captivité. Le major Domaschk envoie un message radio au commandant de nomination du LXXX. Armeekorps: "Nomination différée selon AHA 44 Ziff. 572. " Domaschk a noté sur la nomination: "Reporté, car manquant en action!" Aucune présentation n'est faite. Sensfuß n'est pas répertorié dans le livre pour les "nominations aux grades supérieurs de la Croix de chevalier de la Croix de fer" ni dans le livre de nomination pour la Croix de chevalier (commençant par le numéro 5100). 